# Madonna col Bambino (Boltraffio)
Madonna col Bambino è un dipinto di Giovanni Antonio Boltraffio. Eseguito probabilmente nell'ultimo decennio del quattrocento, è conservato nella National Gallery di Londra.

## Descrizione
Questa Madonna col Bambino rivela una certa influenza leonardesca, derivata dell'attività del Boltraffio nella bottega milanese del maestro toscano. Sia la Vergine che Gesù hanno lo sguardo rivolto verso il basso, a suggerire un'originaria collocazione piuttosto in alto.